# Achaea chrysopera
Achaea chrysopera is een vlinder van de familie van de spinneruilen (Erebidae). De wetenschappelijke naam van deze soort is voor het eerst voorgesteld door Herbert Druce in een publicatie uit 1912.
De soort komt voor in Tanzania.